# Alme (Brilon)

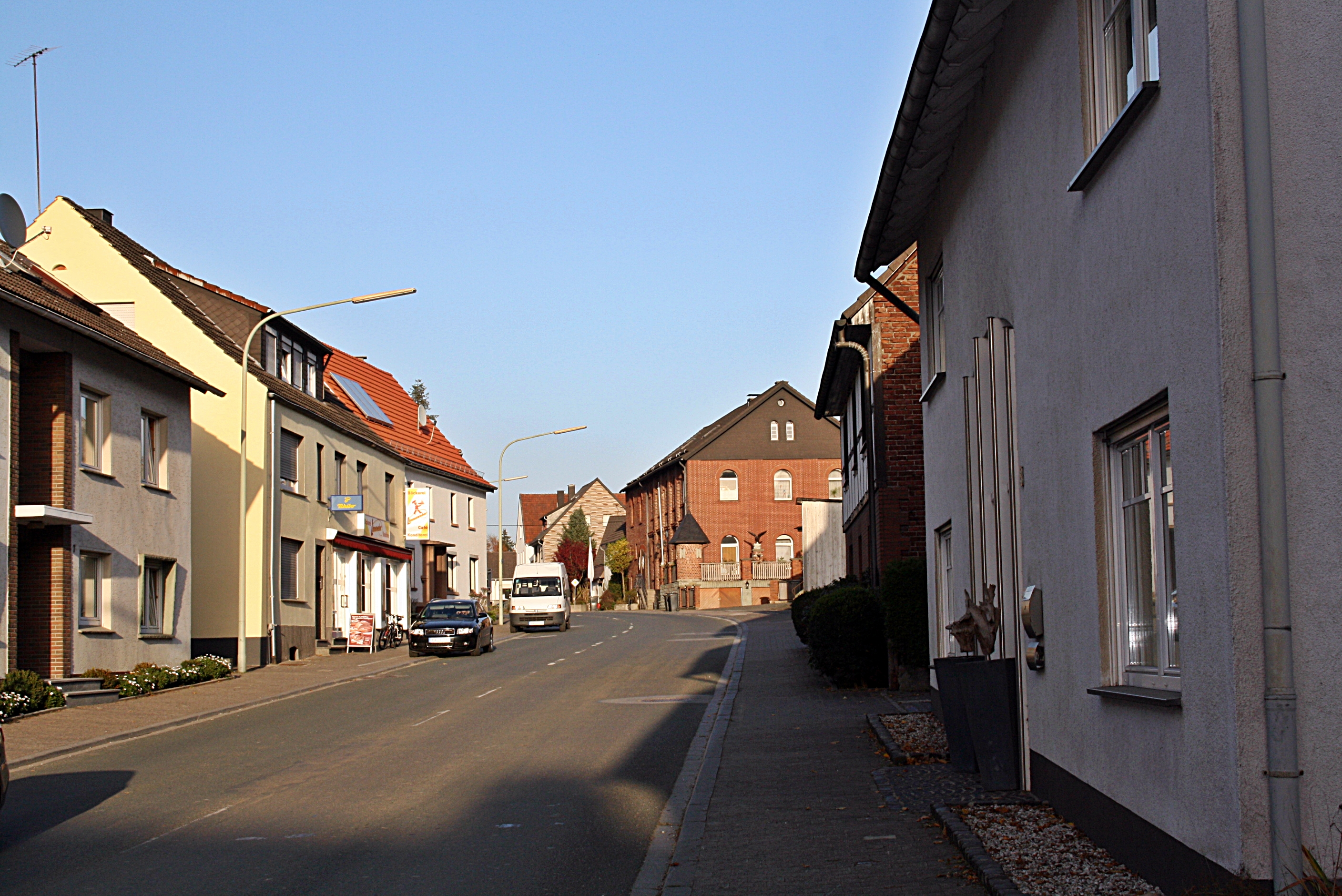
Die Bundesstraße als Durchfahrtsstraße

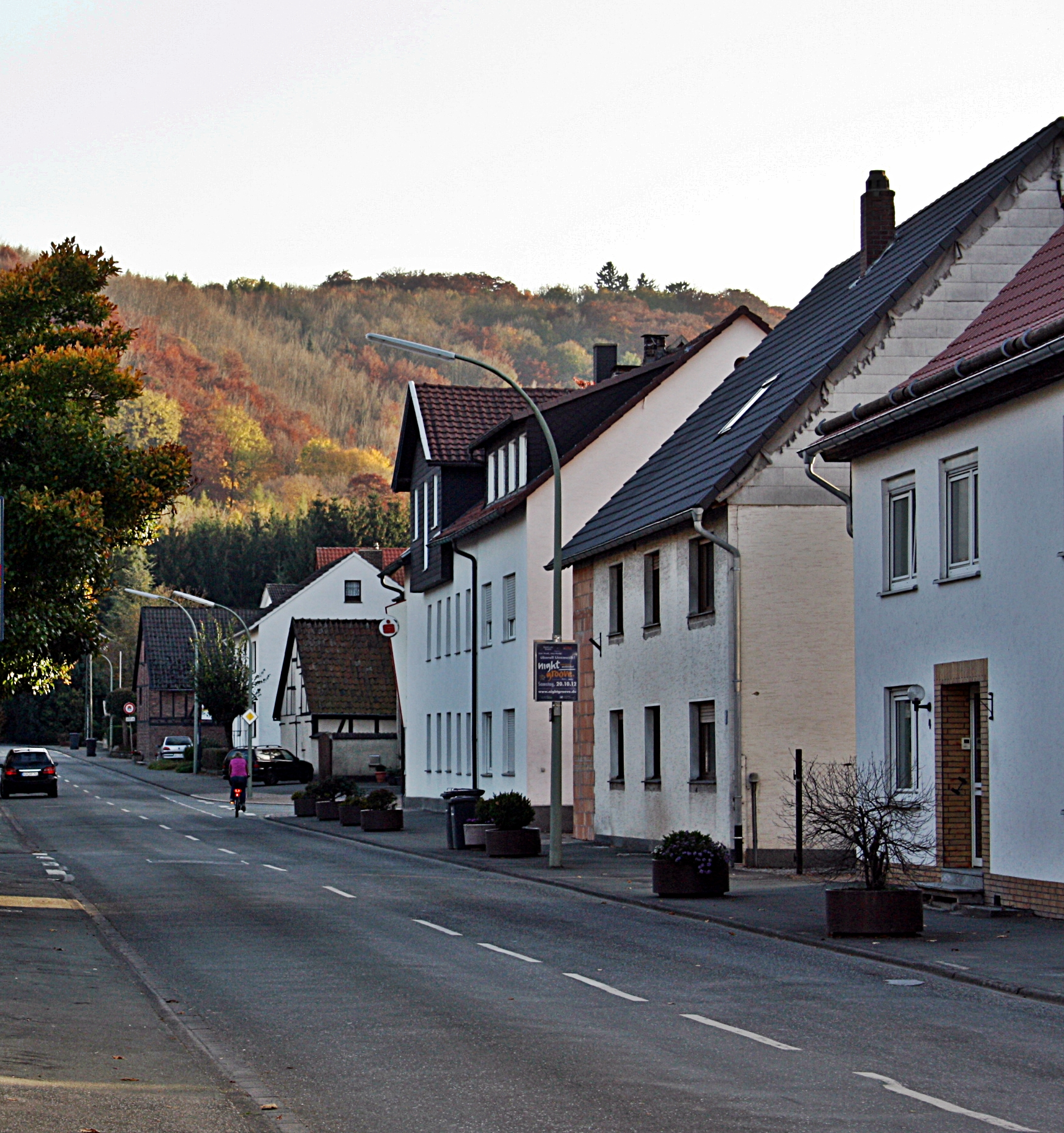
Teilansicht des Ortes

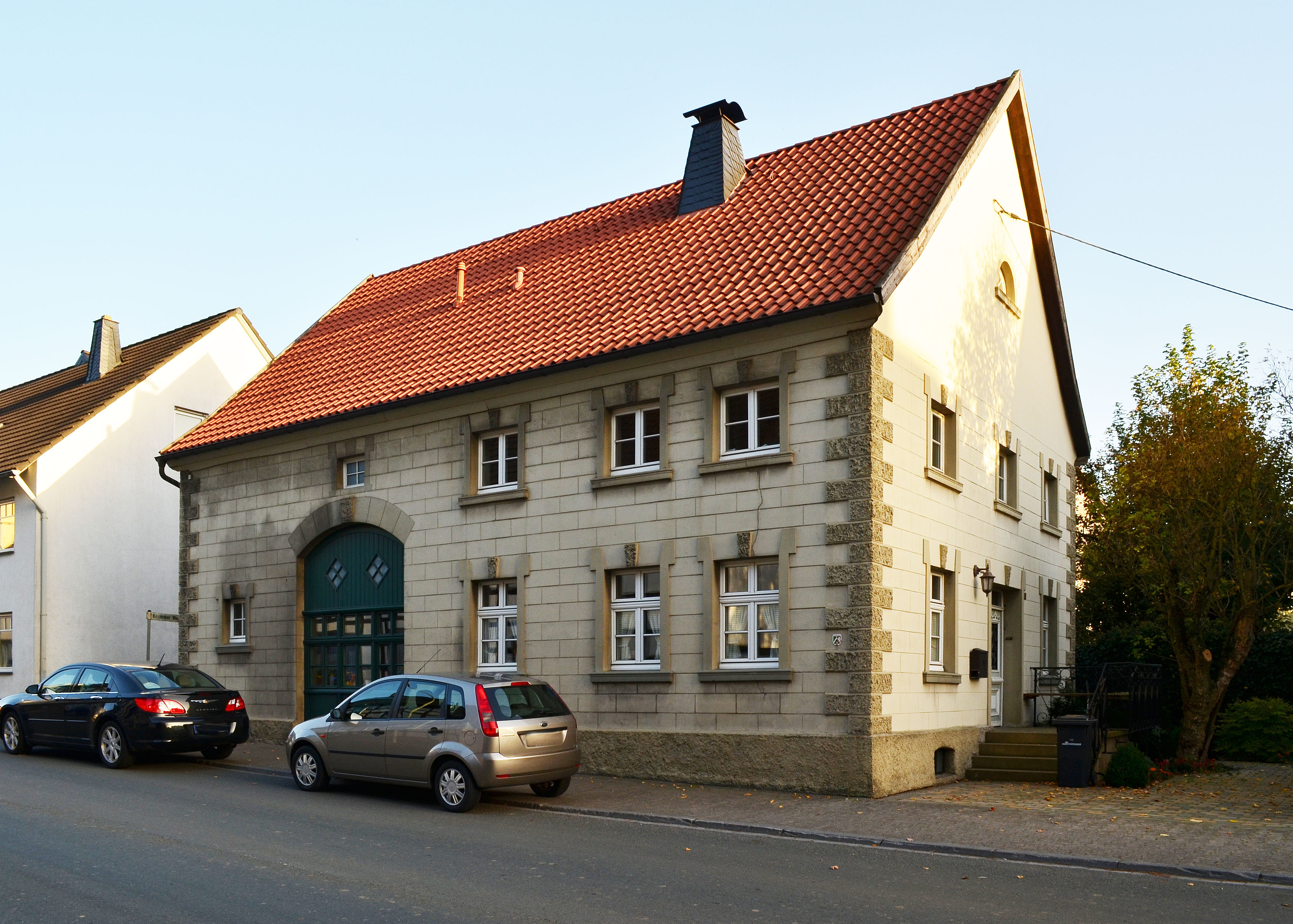
Denkmalgeschütztes Gebäude in der Wünnenberger Straße 6

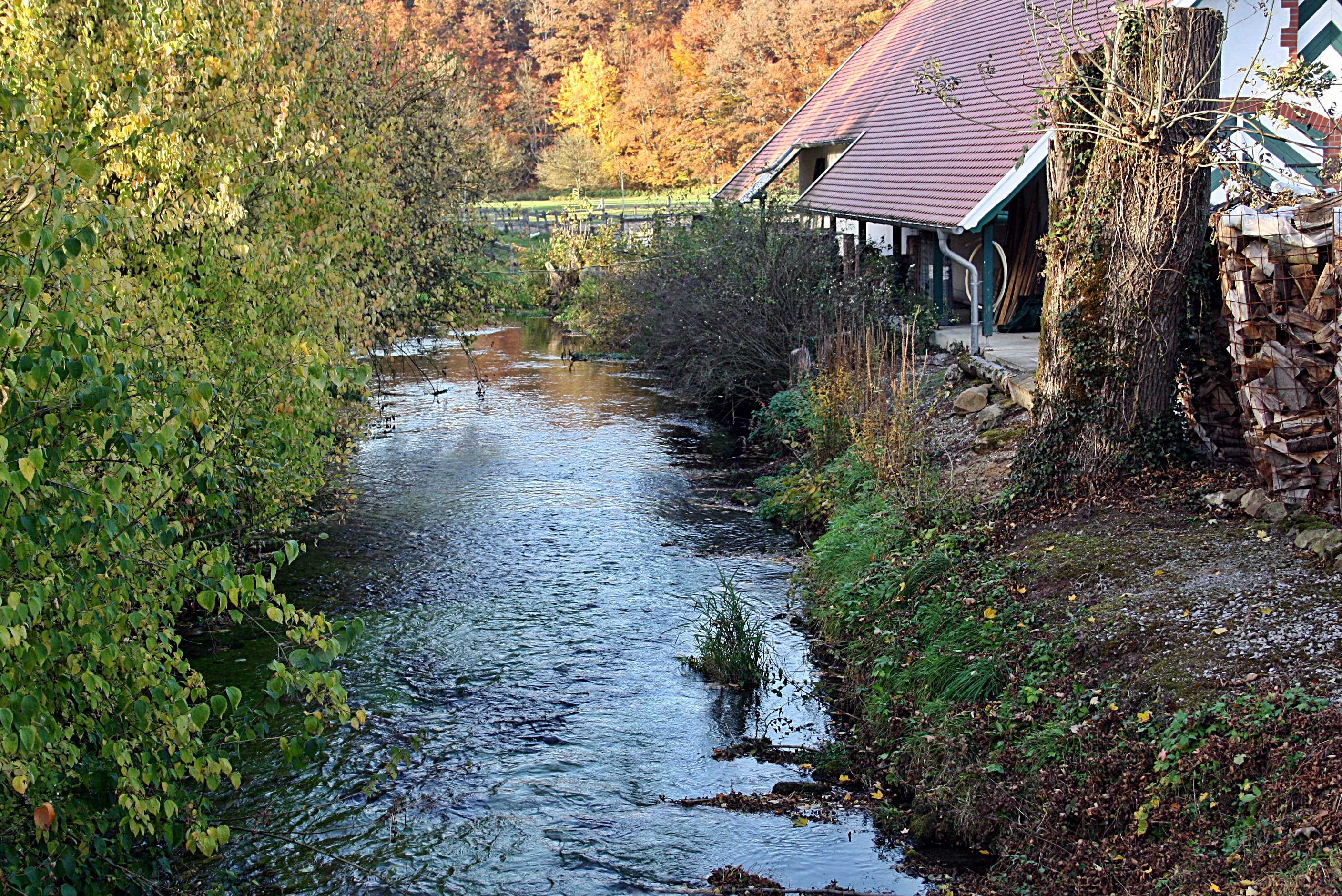
Die Alme

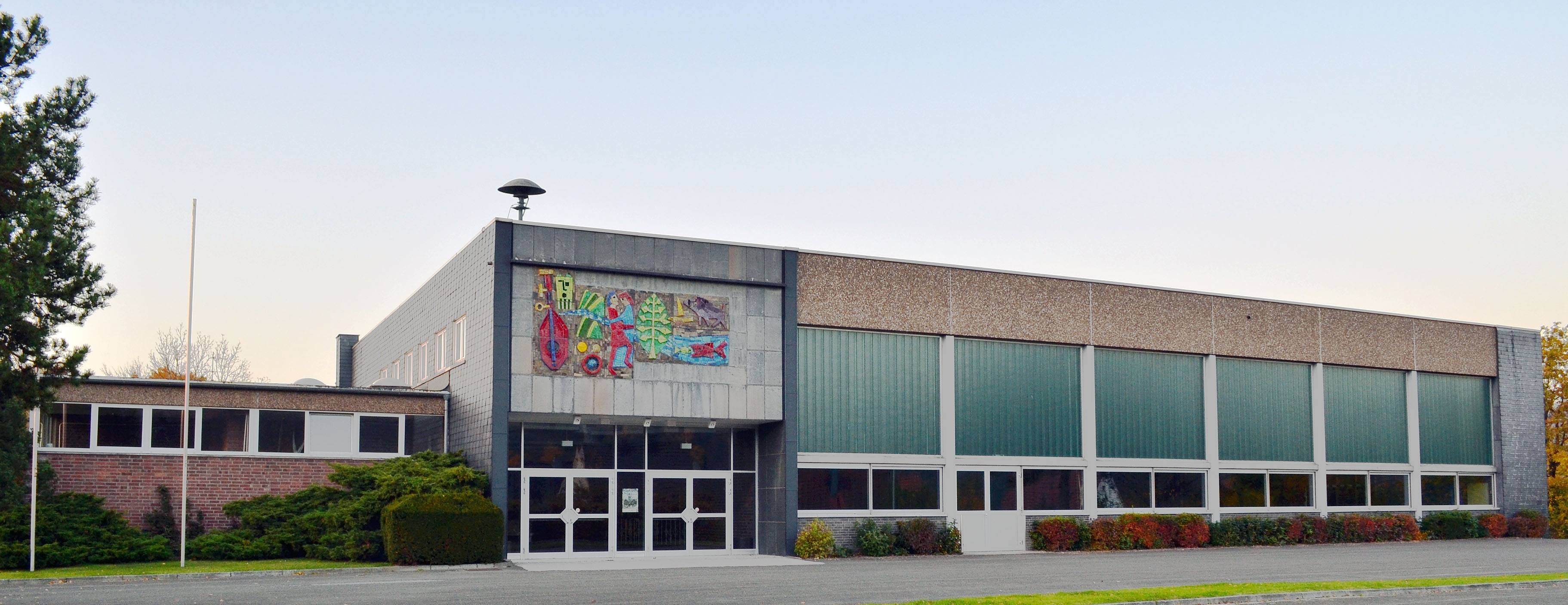
Die Gemeinschaftshalle, gesellschaftlicher Mittelpunkt des Ortes

Alme ist ein dörflicher Ortsteil der Stadt Brilon im nordrhein-westfälischen Hochsauerlandkreis in Deutschland. Die bis Ende 1974 selbständige Gemeinde liegt an der Grenze zu Bad Wünnenberg und damit im Übergangsbereich von Sauerland und Paderborner Land beziehungsweise Bürener Land. Mit 1709 Einwohnern (Stand Dezember 2021) und einer Gemarkungsfläche von rund 35 km² ist Alme nach der Kernstadt der größte Ortsteil von Brilon.

## Geographie
Das Dorf liegt am Rande der Briloner Hochfläche in einem welligen Hügelland. Die im südlichen Bereich der Ortschaft aus 104 Karstquellen entspringende Alme durchfließt das Dorf in nordnordwestlicher Richtung und verlässt Richtung Büren die Gemarkung. Hier findet sich bei der Mündung der Nette mit 278 m ü. NN der niedrigste Punkt der Gemarkung. Im Süden steigt das Gelände bis auf 481 m ü. NN an. Dieser Punkt liegt östlich der Straße von Alme nach Wülfte. Im Westen liegen die bewaldeten östlichen Ausläufer des Arnsberger Waldes. Weitere ausgedehnte Waldgebiete finden sich im Norden und Osten der Gemarkung.
Benachbarte Ortschaften sind die Briloner Ortsteile Nehden im Süden und Wülfte im Südwesten. Im Nordwesten liegen die zu Büren gehörenden Ortschaften Harth und Weiberg. Im Norden liegt die Stadt Bad Wünnenberg und im Osten deren Ortsteil Bleiwäsche. Von der rund 35 km² großen Gemarkungsfläche sind 20,91 km² Wald.

### Ortsgliederung
Bis ins 20. Jahrhundert hinein gab es im Gebiet der heutigen Gemarkung Alme drei selbständige Gemeinden. Dies waren Ober- und Niederalme sowie die adelige Gutsgemeinde Alme. Im Jahr 1928 wurde daraus die Gemeinde Alme gebildet. Im Zuge der kommunalen Neugliederung in Nordrhein-Westfalen wurde die Gemeinde Alme auf der Basis des Sauerland/Paderborn-Gesetzes zum 1. Januar 1975 ein Ortsteil der Stadt Brilon. Heute hat der Ort etwa 1870 Einwohner und ist mit einer Gemarkungsfläche von rund 35 km², davon bestehen 20,91 km² aus Wald, der geographisch größte Ortsteil von Brilon.

## Geschichte
Die Besiedlung der Gegend um Alme erfolgte etwa ab 2000 v. Chr., wie Funde von Spinnwirteln und Schalensteinen beim heutigen Hallinghausen, zwischen Alme und Bad Wünnenberg gelegen, belegen.

### Mittelalter

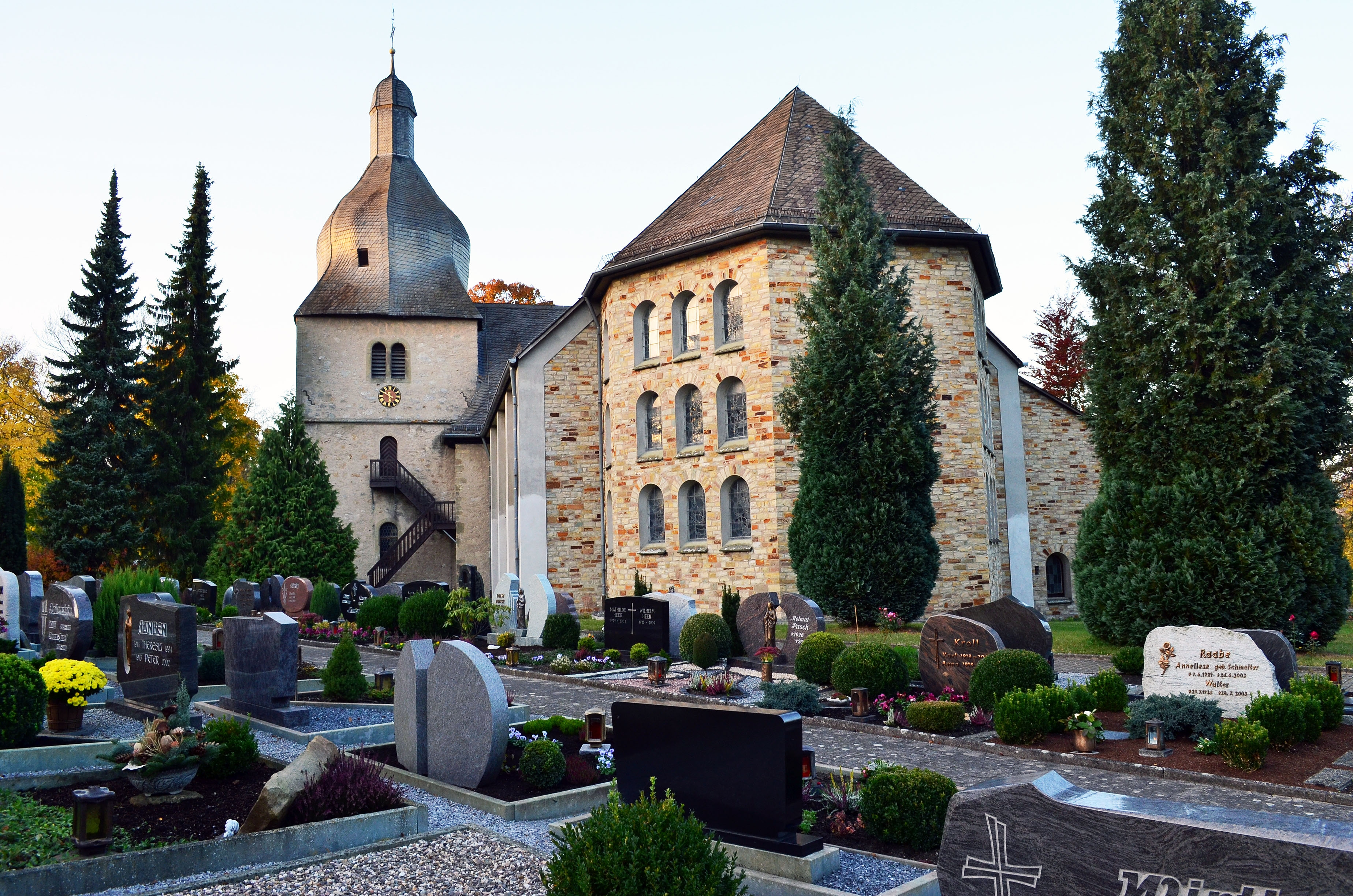
St. Ludgerus mit Friedhofsansicht

Die erste urkundliche Erwähnung datiert vermutlich aus dem Jahr 952. In einer Urkunde des späteren Kaisers Otto I. wird ein Ort namens „Almundoraf“ erwähnt. Die damalige sächsische Siedlung befand sich im Bereich der heutigen Pfarrkirche St. Ludgerus. Diese schenkte Wichburg von Geseke dem Damenstift Geseke, das sie gemeinsam mit ihren Geschwistern Graf Hahold, Brun und Friedrich 946 gegründet hatte. Eine erste Kapelle entstand 1003 im Bereich der heutigen Pfarrkirche als Eigenkirche. Mit Pfarrer Beilen wurde 1383 erstmals ein Pfarrer in Alme erwähnt. Vermutlich wurde die Pfarrei Hallinghausen nach Alme verlegt, nachdem der Ort zuvor bei einer Fehde zerstört wurde. In Hallinghausen wurde mit Conrad Dollenberg 1377 zum letzten Mal ein Pfarrer erwähnt. Im Bereich des heutigen Guts Haus Tinne wurde 1325 eine Burg gebaut. Burg und Ortschaft wurden 1374 an die Edelherren von Büren der Wewelsburger Linie verpfändet. Diese verpfändeten beides 1380 an Johann von Schorlemer den Jüngeren und 1394 zur Hälfte an Hermann vom Alten Haus Padberg.
Nach dem Aussterben der Wewelsburger übernahm 1411 Erzbischof Friedrich von Köln die Burg Alme. Sein Nachfolger Erzbischof Dietrich von Köln schloss 1415 einen Vertrag mit den Brüdern Gottschalk und Friedrich vom Neuen Haus Padberg, worauf Gottschalk seinen Wohnsitz nach Alme verlegte. 1428 kaufte Godert von Meschede von den Herren von Thülen das Haus und Steinwerk mit allen dazugehörigen Gütern. Diesem überließ Erzbischof Dietrich II. von Köln 1430 die Burg Alme als inzwischen „wüste Hofstätte“. Für das Jahr 1493 unterscheidet man erstmals zwischen den Häusern Ober- und Niederalme. Die Besitzungen gehörten den Vettern Gerd und Heinrich von Meschede gemeinsam. Gerhard von Meschede baute schließlich 1505 das Haus Niederalme. Reste dieses Baus sind noch heute im westlichen Teil des Herrenhauses von Schloss Alme zu erkennen.

### Neuzeit

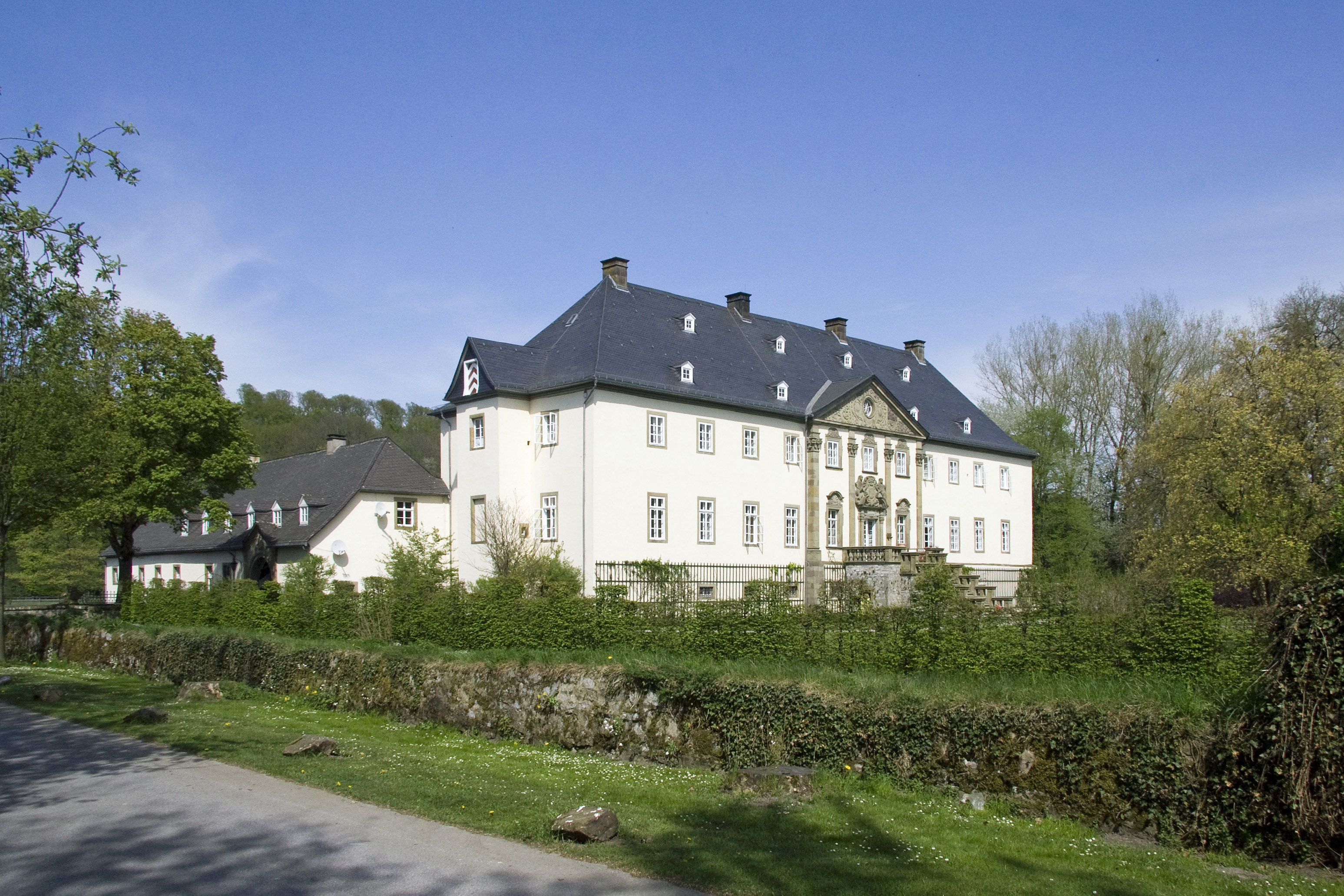
Schloss Alme

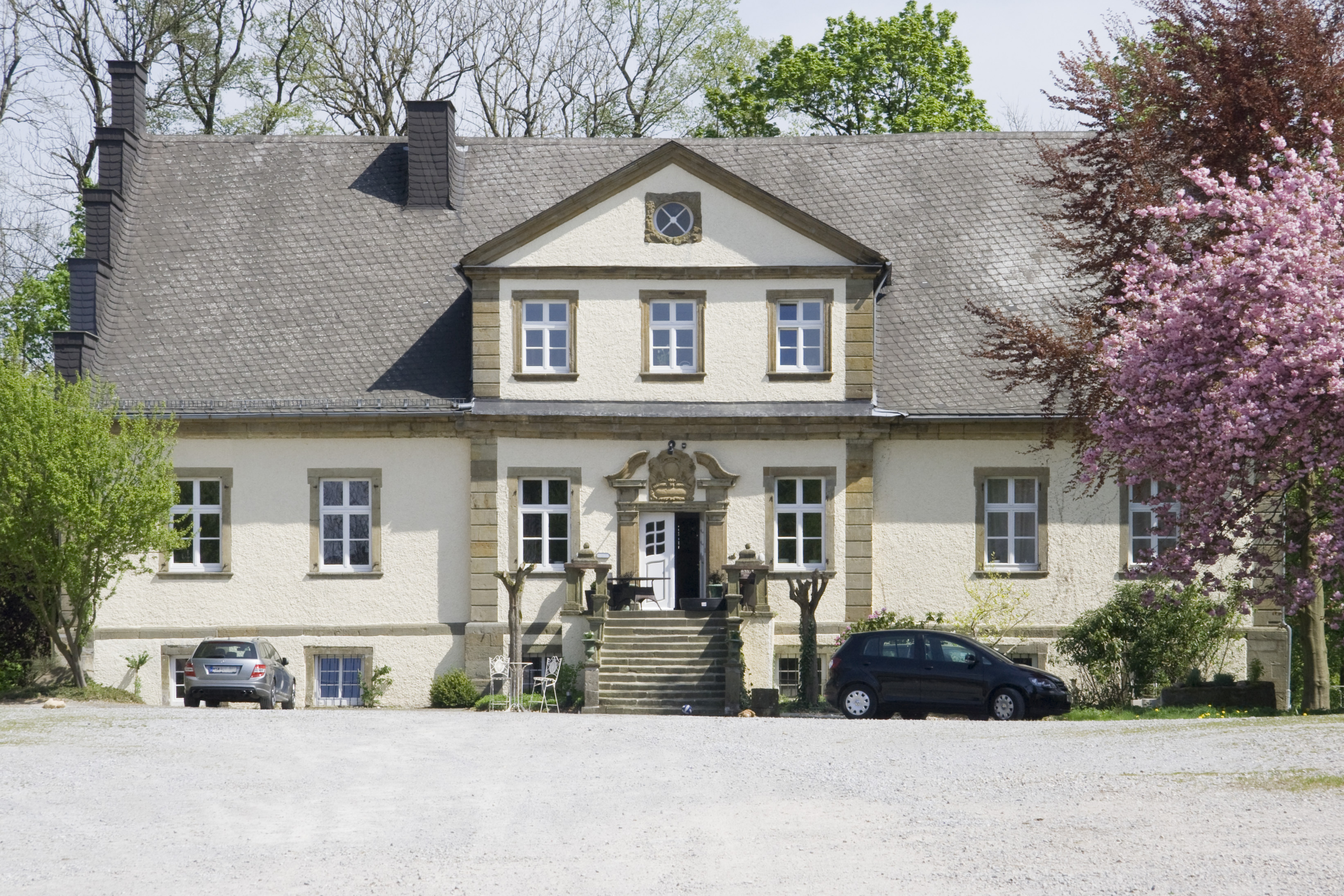
Haus Tinne

In einem Grenzvertrag mit der Stadt Brilon einigten sich am 4. Mai 1525 die Herren von Meschede mit der Stadt über den Grenzverlauf:
„Dat zieh nembtlich aenseit nedden an der Harlebecke, so vern als zieh de Almer marcke strect, darselvest eyn stein gesath up de eine zyet ein cruce, up de ander ziet eyn spaer, de Harlebecke heen an up den Burer wegh, dar de aver de Harlebecke geit, den Burer wegh up beß an den lutken Rumberen an de snehecruce, de dar up de westziden van wegen der van Brylen gehouwen, der vors(creven) van Messchede wapen, als nembtlich [sparen] an de oetziet, dergelicben denselven snehen beß up den neisten sypen, sich schnebet an de westziet an den Burer wegh, denselvigen sypen up de eggen des sypens, so dar de snehecruce unde spätren darlieh utwyset, am ende der snehe de besorgnisse und vorganck der boeme darselvest eyn stein gesät, up de eine syet eyn cruce, up ander ziet eyn spätre …“
Diese Vereinbarung lässt die Abhängigkeit von der jeweiligen Ortsherrschaft erkennen, denn anwesend waren Brüder und Vettern derer von Meschede, die Stadt Brilon sowie adlige und bürgerliche Schiedsmänner. Von einer Beteiligung der Dorfbewohner ist nicht die Rede.
Das Haus Oberalme teilte sich 1553 mit dem Tod des Goddert von Meschede zu Oberalme in ein Haus Oberalme und ein Haus Bruch. Haus Oberalme übernahm Hermann II. von Wolmeringhausen, der 1527 eine der beiden Erbtöchter geheiratet hatte; Haus Bruch kam an Wilke von Bodenhausen, den Ehemann der anderen Erbtochter. Unter Josias von Wolmeringhausen wurden beide Häuser wieder vereinigt. Über die Familien von Twiste und von Hanxleden kam Friedrich Wilhelm von Gaugreben durch Heirat in den Besitz von Haus Bruch und durch Kauf in den von Haus Oberalme.
Im Zuge einer Erbauseinandersetzung erfolgte 1589 die Teilung des Hauses Niederalme in ein altes und ein neues Haus Niederalme. Während das alte Haus im Besitz derer von Meschede verblieb, gelangte das neue Haus durch Heirat an die Familie von Holdinghausen. Unter Einbeziehung älterer Teile der Burg Niederalme baute Dietrich Adam von Meschede 1744 das barocke Wasserschloss Alme. Mit dem Tod von Diedrich Adam von Meschede erlosch 1768 das Geschlecht derer zu Meschede. Dieser hatte seine zweite Frau Franziska Dorothea von Bruch als Universalerbin eingesetzt. Daran knüpfte er die Bedingung, dass nach deren Ableben der älteste Sohn seiner Tochter das Erbe übernehmen sollte. So kam 1769 Theodor Werner von Bocholtz in den Besitz.
Im Jahre 1717 ließ Maria Magdalene von Gaugreben an der Stelle der einstigen Burg Oberalme das Haus Tinne erbauen. „Das Haus Oberalme genannt die Tinne“ wurde 1775 von Friedrich Christian von Gaugreben an den Freiherrn Ferdinand von Bocholtz verkauft.
Am 1. März 1733 wurde das politisch zu Kurköln gehörende Alme auch kirchlich dem Erzbistum Köln unterstellt. In der Bulle „de salute animarum“ wurde 1823 das Erzbistum Paderborn für das ehemalige Herzogtum Westfalen zuständig, nachdem 1816 dieses als Teil der Provinz Westfalen im Königreich Preußen aufging.
Im 19. Jahrhundert entstanden die drei Gemeinden Niederalme, Oberalme und Gutsgemeinde Alme. Nachdem 1861 in Alme eine Postexpedition II. Klasse eingerichtet worden war, bekam Alme mit der Inbetriebnahme der Eisenbahnstrecke Büren–Brilon 1901 auch einen Eisenbahnanschluss. 1912 wechselte erneut die Herrschaft in Alme. Franz Reichsgraf von Spee erwarb von den Grafen von Bocholtz deren Almer Besitzungen. Noch 1922 existierte in Alme ein Armenhaus. Am 30. September 1928 wurde aus den Gemeinden Nieder Alme, Ober Alme und dem Gutsbezirk Alme die Gemeinde Alme gebildet.

### Zweiter Weltkrieg
Im Schloss Alme wurde im November 1944 kurzzeitig der Stab der Waffen-SS-Division Das Reich untergebracht. Ab Anfang 1945 tauchten immer häufiger Tiefflieger der Alliierten über Alme und dem Almetal auf. Die Almetalbahn bei Alme war immer wieder Angriffsziel von Tieffliegern. Am 13. Februar wurde der Bahnhof Alme von Tieffliegern mit Bordwaffen beschossen. Zwei Lokomotiven blieben unbrauchbar liegen. Zwei Gebäude fingen Feuer und mehrere Gebäude bekamen Treffer ab. Im Dorf hielten sich kurz vor der Besetzung ungefähr 6000 Gefangene auf, die vor den anrückenden alliierten Truppen nicht mehr abtransportiert werden konnten, da die Almetalbahn unbrauchbar war. Der Volkssturm wurde aufgerufen und Straßensperren wurden vorbereitet. Rückwärtige Dienststellen der Wehrmacht, darunter der Stab eines Transportregiments, kamen ins Dorf, wenig später auch Polizeieinheiten. Einzelne Trupps der Wehrmacht sollten sich nun zur Verteidigung von Alme vorbereiten, zogen aber auf Zureden einiger Dorfbewohner ab. Am 29. März wurde Nehden besetzt. Am folgenden Tag passierten große Fahrzeugkolonnen mit Panzern der US-Army das Dorf aus Richtung Nehden. Die in Richtung Wünnenberg fahrenden Fahrzeuge wurden hinter Alme angegriffen. Dabei wurde ein US-Panzer getroffen und mehrere US-Soldaten wurden verwundet. Am 1. April besetzten US-Soldaten das Dorf. Im Dorf kam es in der folgenden Zeit zu kleineren Plünderungen durch ehemalige Gefangene. Größere Probleme hatten einzeln stehende Bauernhöfe um Alme. Im Zweiten Weltkrieg fielen 58 Almer als Soldaten, davon die meisten an der Ostfront, bzw. starben im Lazarett und in Gefangenschaft.

### Nach dem Zweiten Weltkrieg
Die Gemeinde Alme wurde am 1. Januar 1975 im Zuge der kommunalen Neugliederung in Nordrhein-Westfalen auf der Basis des Sauerland-/Paderborn-Gesetzes ein Ortsteil der Stadt Brilon.

## Jüdisches Leben
Schon im 17. Jahrhundert ließen sich Einwohner jüdischen Glaubens im Dorf nieder; für 1704 sind zwei Familien bezeugt. Im Jahr 1724 bat Moses Levi den Herrn von Meschede um geleitlichen Schutz in der dortigen Freiherrlichkeit. Der Text des Geleitbriefes lautet: … in aller weise friedlich wohnen, seines Handel und Wandel nach Betrag errichten Juden Ordnung forthsetzen und treiben, dieser sich in allen Punkten gemäß verhalten, dann zum jährlichen Schutzgeld 8 rthlr geschr, acht rthlr ohn angemahnet entrichten solle, dessen er mit den seinigen von mir gegen jedermannsglichen geschützt hingegen falls er sich obschriebenermaßen nicht Verhalten würde dieses ihm verstatteten Geleydts und Schutzes verlustig seyen; Urkunde meines eigenhandt Unterschrift und Vordrucktes angeborene Rittschaft, sign. Alme d. 12 ten ochre 1724
Levi ließ sich in Niederalme nieder. Beide Parteien hatten einen Vorteil, der Grundherr bekam jährliches Schutzgeld und Levi und seine Familie genossen einen gewissen Schutz. In den folgenden Jahrzehnten nahm die Anzahl der jüdischen Familien kontinuierlich zu, 1807 waren 74 Juden registriert. Eine Synagoge mit einer entsprechenden Gemeinde, die von einem Vorsteher geleitet wurde, existierte schon vor 1775. Der erste urkundlich belegte Vorsteher war Aron Neuwahl; er entschied 1809 in einem Streit um das ungebührliche Verhalten dreier Personen in der Synagoge. Um den Vorstehern Rechtssicherheit in ihren Entscheidungen zu geben, verfasste das Patrimonialgericht 1815 die umfangreiche Instruction für den Vorsteher der Israelitischen Gemeinde zu Almen. Das Gericht behielt sich allerdings Kontrolle und Oberaufsicht vor. 1828 kam es zu einem Bruch zwischen den Juden in Ober- und Niederalme. Bis dahin war der Vorsteher traditionsgemäß immer in Niederalme ansässig und er wurde auch von den Niederalmern wiedergewählt, sein Name war Moses Schild. Die Oberalmer Juden hatten den Jacob Ruhstädt, der eine Betstube unterhielt, zum neuen Vorsteher gewählt. Nach längeren Querelen entschied die Regierung in Arnsberg, mit einem Hinweis auf ein Schreiben des Landesrabbiners Friedländer, dass Ruhstädt seine Betstube zu schließen habe.
Die erste Synagoge stand in der Judengasse; sie ist in einem Lageplan von 1775 als solche bezeichnet. Das Gebäude war Eigentum von Bocholtz, die jährliche Miete in Höhe von 13 Talern zahlte die jüdische Gemeinde. Wegen Problemen mit den Zahlungen – die Gemeinde geriet in Verzug – wurde am 18. Oktober 1821 die Synagoge, die zur Rentei des Grafen von Bocholtz gehörte, gekauft; der Kaufpreis betrug 200 Taler, er sollte in Raten gezahlt werden. Der Bau hatte eine Grundfläche von 16½ Fuß im Quadrat und war 11 Fuß hoch. Diese Synagoge stand hinter der Judengasse, einige Umbaumaßnahmen wurden vorgenommen. 1823 geriet die Gemeinde in Zahlungsschwierigkeiten, die Rate konnte nicht pünktlich gezahlt werden. Einige Gemeindemitglieder wurden gerichtlich zur Zahlung unter der Aufsicht des Landschreibers Joseph Friedländer verpflichtet. 1825 wurde die fällige Rate bei dem Vorsteher der Gemeinde gepfändet.
Das Gebäude befand sich in einem schlechten baulichen Zustand, das Patrimonialgericht mahnte Reparaturarbeiten an und schlug einen Neubau vor, da eine Sanierung kaum lohnte. Da sich bei einer Abstimmung der Gemeindemitglieder die Juden aus Oberalme mit den Juden aus Niederalme nicht einig werden konnten, entschied das Patrimonialgericht am 13. April 1826 zugunsten eines Neubaus. Nach etlichen Streitigkeiten begann der Bau unter der Leitung des Meisters Kramer und wurde am 9. Mai 1826 vollendet. Die Synagoge stand auf einem quadratischen Grundriss, dessen Seitenlängen 27 Fuß lang waren, die Raumhöhe betrug 20 Fuß. Das Gewölbe war symmetrisch, das Dach mit Ziegeln eingedeckt. Drei Außenwände waren durch hohe Fenster mit weißem Glas gegliedert; an der vierten Seite befanden sich zwei Türen, um den Eintritt getrennt nach Geschlechtern zu ermöglichen. Die dreiseitig umlaufende Galerie im Innenraum mit Treppe war drei Fuß hoch. Um einen Teil der Baukosten abdecken zu können, vermietete die Gemeinde die Bänke meistbietend. Eine erste Reparatur war schon 1836 notwendig, eine weitere 1860. Wahrscheinlich wurde das Gebäude bis 1910 als Bethaus genutzt. 1912 wurde das Grundstück verkauft; es lebten nur noch zwei jüdische Familien in Alme; die baufällige Synagoge wurde abgerissen.
Seit 1759 sind jüdische Lehrer nachgewiesen, die aber wegen schlechter Bezahlung immer wieder nach kurzer Zeit fortzogen. Eine eigene Schule gab es nicht; der Unterricht wurde in privaten Wohnungen abgehalten.
Den jüdischen Friedhof gab es schon vor 1824, er war zu diesem Zeitpunkt schon belegt. Als Todtenhof Niederalme wurde er im Sterberegister erwähnt, für 1834 ist eine Erwähnung des 1500 m² großen Begräbnisplatzes als Judenknapp überliefert. Die letzte Bestattung fand 1939 statt. Ein von zwei Findlingen eingerahmter Gedenkstein erinnert an die Verstorbenen.

## Politik

### Wappen
Blasonierung:
In goldenem Feld unter rotem Sparren eine auf blauem gewellten Schildfuß schwimmende silberne Gans mit rotem Schnabel.
Beschreibung:
Das Wappen wurde am 22. Januar 1955 genehmigt. Nach der Begründung führte das eng mit der Geschichte des Ortes verwachsene Geschlecht von Meschede den Sparrenschild im Wappen. Die Gans ist Sinnbild des Kirchenpatrons Ludgerus. Der gewellte Schildfluss deutet auf die Alme und die nahe gelegene Almequelle hin.

## Heutige Bedeutung
Alme ist als Unterzentrum zu bezeichnen. Wesentliche kennzeichnende Einrichtungen wie Kirche, Schule, Kindergarten, Selbstbedienungsgeschäft oder Sportanlagen versorgen nicht nur die Almer Bevölkerung, sondern werden zum Teil auch von den Einwohnern der Nachbarorte genutzt. Alme ist als Wohnsitzortschaft mit Landwirtschaft und Fremdenverkehr zu charakterisieren. Gewerbliche und handwerkliche Einrichtungen sowie Dienstleister spielen eine immer bedeutendere Rolle. 14 gut beschilderte Wanderwege mit einer Gesamtlänge von über 50 km laden zu ausführlichen und erholsamen Wanderungen durch die Almer Wälder ein.

## Historische Ansichten

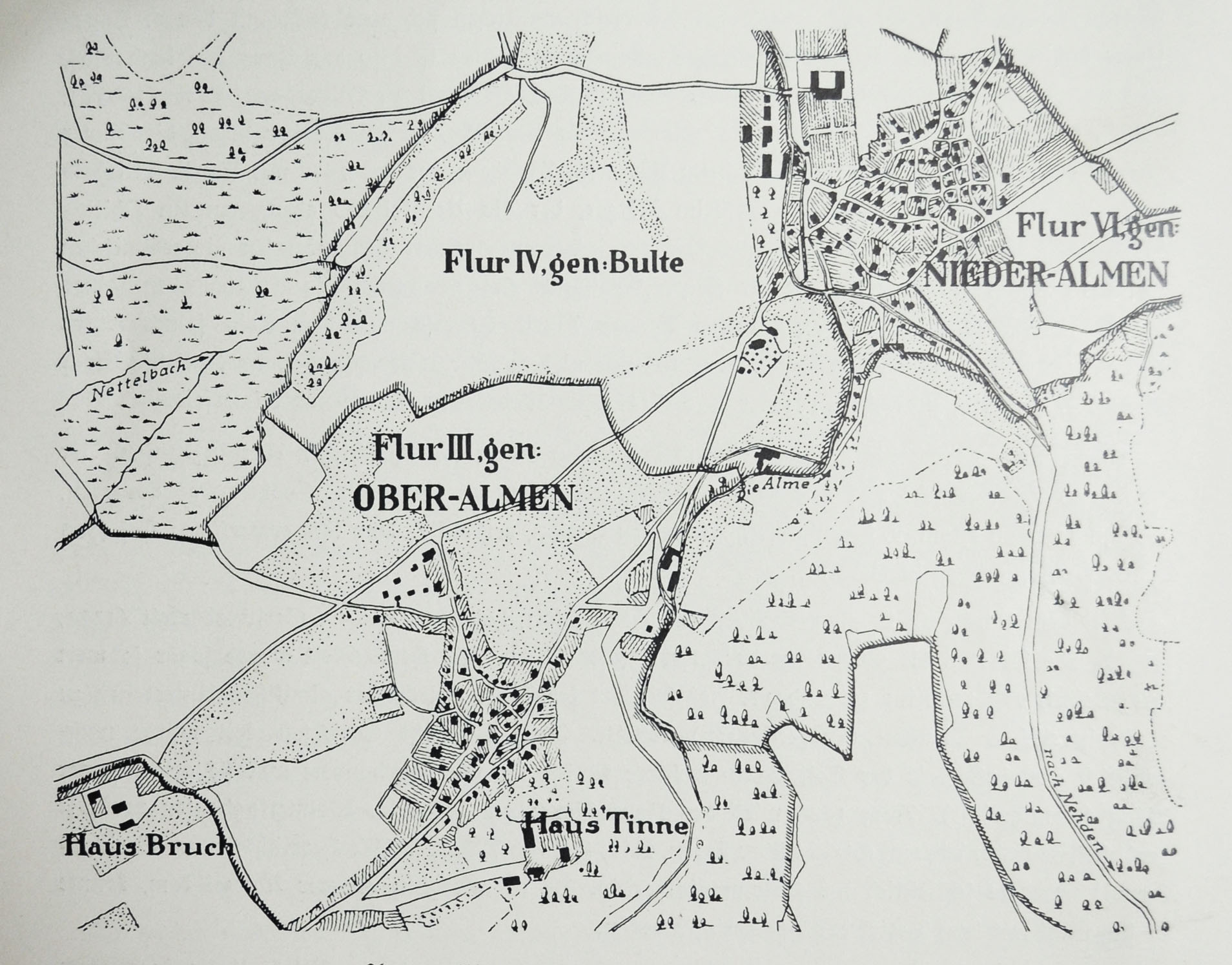
Plan von Nieder- und Oberalme 1851
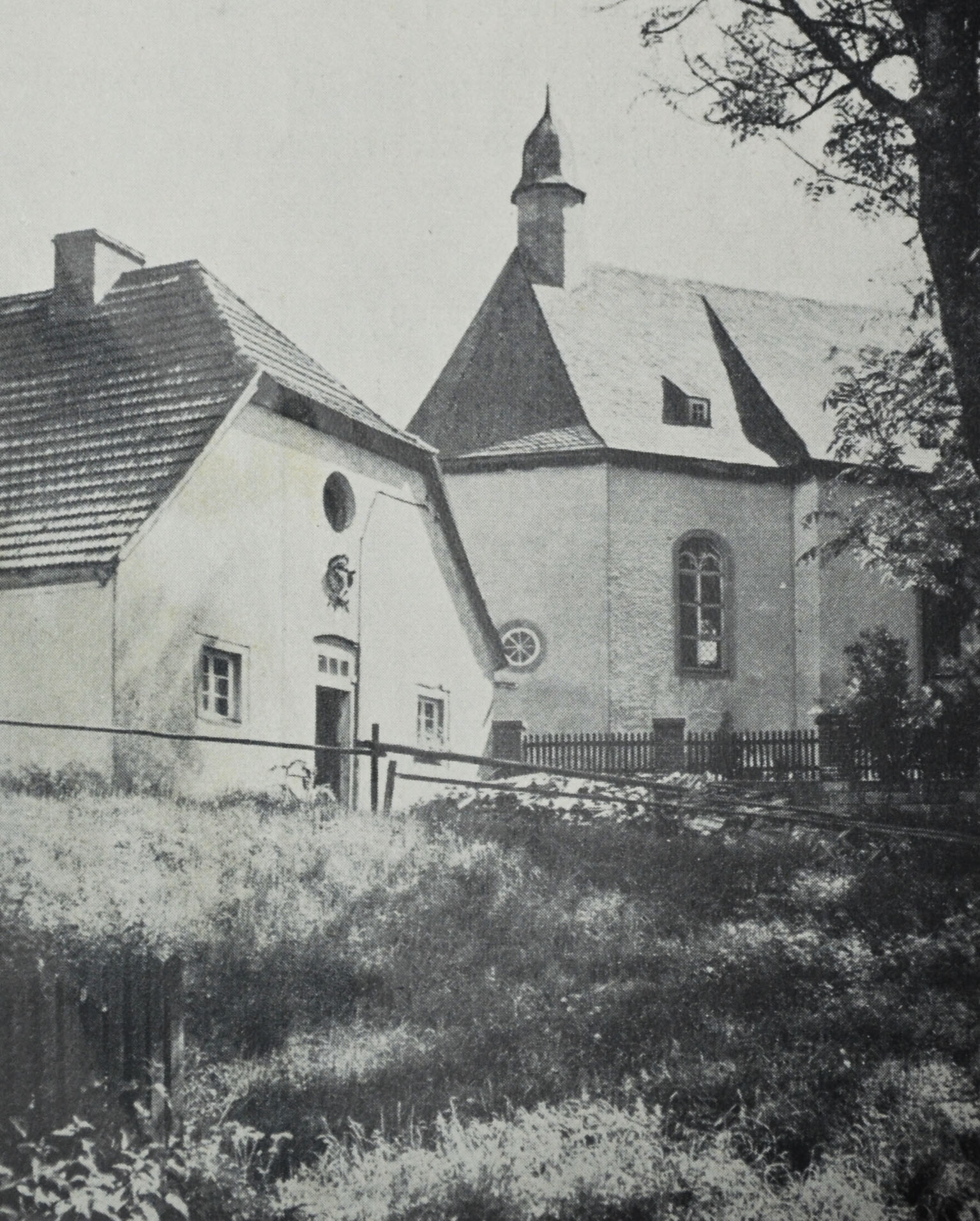
Ehemaliges Armenhaus in Alme, 1922

## Persönlichkeiten
- Hermann Miele (1834–1890), Kunstschreiner